# 그리스도와의 연합
그리스도와의 연합 ( Union with Christ )은 성도와 그리스도 사이의 관계를 의미하는 말로, 존 머레이는 '구원 교리 전체 중에 중심이 되는 진리'라고 표현하였다. 
구원의 순서에서 그리스도와의 연합은 여러 교리와 유기적으로 연관되어 있으며 윌리암 퍼킨스는 이것을 강조하였다.  웨스트민스터 신앙고백에서도 칭의와 성화 뿐만 아니라, 예정에서도 이 교리가 유기적으로 연관되어 있다.  

## 이 교리의 세가지 면[1]
1. 영원전에서부터 그리스도와 연합되어 있다. (에베소서 1:1. 데살로니가전서 5:9-10, 로마서 8:28-29)
2. 그리스도의 낮아지심과 높아짐의 사역에서 그리스도와의 연합.(로마서 3:24, 로마서 6, 고린도후서 5:19, 골로새서 2:20, 3:1, 데살로니가전서 4:14)
3. 실존적으로 그리스도와의 연합. 그리스도인인 처음 믿을 때 시작하여 새하늘과 새땅에 이를 때까지 계속됨. (로마서 8:1, 갈라디아서 2:20, 에베소서 6:1, 빌립보서 4:4, 골로새서 2:19, 3:1, 고린도전서 15:58)

## 웨스트민스터 대요리문답
66번에  선택된 자가 그리스도와 함께 가지는 연합이란 무엇인가? 에 대한 답으로 선택된 자가 그리스도에게 연합됨은 하나님의 은혜의 역사니 이로 말미암아 영적으로 신비적으로 참으로 나눌 수 없이 그들의 머리와 남편이 되시는 그리스도께 결합되는 것이다. 이는 그들의 유효한 부르심에서 이루어지는 것이다.

### 그리스도와의 연합으로 갖는 은혜의 교통
69번에서 무형교회의 회원이 그리스도와 함께 갖는 은혜의 교통이란 그들의 칭의와 양자됨과 성화와 현세에서 그리스도와의 연합올 통하여 받는 여러 가지 유익이니 곧 그의 중재의 효능에 참여하는데서 오는 것이다.

### 그리스도와의 연합으로 영광중에 후사가 됨.
74번에서 양자로 삼는 것은 하나님의 아들이 갖는 온갖 특권을 받게 하실 뿐 아니라, 약속의 후사로 삼으시고 영광 중에 그리스도와 함께 후사가 되게 하심.

## 같이 보기
- 전가된 의
- 칭의